# Pixabay
Pixabay.com是一个照片、插图、矢量图形、电影片段和音乐分享网站。該網站上的圖片涵蓋的主體較多，但品質被一些评论认为較為平庸。

## 历史
该网站由Hans Braxmeier和Simon Steinberger于2010年11月在德国国名乌尔姆创立。
2018年11月，Pixabay被澳大利亚设计和出版平台Canva收购。
Pixabay 以前对上传的所有内容都使用知识共享 CC0 许可，但在 2019 年 1 月，Pixabay 停止使用知识共享 CC0 许可，转而使用自己的自定义许可，即 "Pixabay 许可"。
2023 年 4 月 17 日，Pixabay 服务条款的重大变更开始生效。其中包括将 "Pixabay 许可 "修改为 "内容许可"，以及恢复创作共用 CC0 许可，适用于 2019 年 1 月 9 日之前上传到 Pixabay 的内容。